# Gieorgijewka (obwód aktobski)
Gieorgijewka (kaz. i ros. Георгиевка) – wieś w północno-zachodnim Kazachstanie, w obwodzie aktobskim, podporządkowana administracji miasta Aktobe. W 2009 roku liczyła ok. 1,5 tys. mieszkańców.